# Américo Gallego
Américo Rubén „El Tolo“ Gallego (* 25. April 1955 in Morteros) ist ein ehemaliger argentinischer Fußballspieler. Er absolvierte 73 Spiele für die argentinische Fußballnationalmannschaft und nahm mit dieser an den Fußball-Weltmeisterschaften 1978 und 1982 teil.

## Karriere

### Vereinskarriere
Américo Gallego, geboren am 25. April 1955 in Morteros, begann seine aktive Laufbahn als Fußballspieler bei den Newell’s Old Boys aus Rosario. Bei dem Verein, bei dem er im Jahr nach der Meisterschaft 1974 anfing, spielte er zusammen mit anderen damaligen argentinischen Fußballgrößen wie Jorge Valdano, Juan Ramón Rocha oder Ricardo Giusti, gewann jedoch keinen Titel mit den Newell’s Old Boys und verließ den Verein im Jahre 1980 in Richtung Buenos Aires und schloss sich River Plate, dem Verein der Reichen von Buenos Aires, an. Nach einigen erfolglosen Jahren Anfang der Achtzigerjahre gewann Américo Gallego mit River Plate, wo zu der Zeit ebenfalls unter anderem Mario Kempes, Enzo Francescoli und Nery Pumpido aktiv waren, mit seinem Verein zum Ende seiner Karriere hin noch einmal einige Titel. Seinen ersten nationalen Meistertitel holte Gallego in der Saison 1985/86, als man die Fußballmeisterschaft Argentiniens mit zehn Punkten Vorsprung vor seinem vorherigen Verein Newell’s Old Boys gewinnen konnte. In der Folgesaison konnte River Plate diesen Erfolg zwar nicht wiederholen, doch war man in der Copa Libertadores, dem höchsten Wettbewerb für Vereinsmannschaften in Südamerika erfolgreich und gewann das Endspiel gegen América de Cali zunächst mit 2:1 im Estadio Olímpico Pascual Guerrero in Kolumbien und dann im heimischen Estadio Monumental mit 1:0. Zwei Jahre später beendete Américo Gallego dann seine aktive Laufbahn.

### Nationalmannschaft
Américo Gallego kam von 1975 bis 1982 zu 73 Einsätzen in der argentinischen Fußballnationalmannschaft. In diesen 73 Spielen gelangen ihm drei Tore. Mit der Nationalmannschaft seines Heimatlandes nahm er an den Fußball-Weltmeisterschaften 1978 und 1982 teil. 1978 gelang bei der WM im eigenen Land auch dank der Unterstützung der Junta, die einige Spiele manipulierte, unter Trainer César Luis Menotti der Titelgewinn. Américo Gallego wurde von Menotti bei allen sieben WM-Spielen der Argentinier eingesetzt, ihm gelang jedoch kein Torerfolg. Vier Jahre später in Spanien sah es für Gallego ähnlich aus. Erneut gehörte er zur Stammformation Menottis. Einzig und allein ein Spiel verpasste er bei dieser Weltmeisterschaft verpasste er, als er im Zwischenrundenspiel gegen Brasilien (1:3) auf der Bank Platz nehmen musste. Da dieses Spiel das letzte Argentiniens bei dem Weltturnier in Spanien war, absolvierte Américo Gallego sein letztes Länderspiel ebenfalls in der Zwischenrunde beim 1:2 gegen den späteren Weltmeister Italien, denn nach der Weltmeisterschaft beendete er seine Karriere in der Nationalmannschaft.

## Trainerkarriere
Nach dem Ende seiner aktiven Karriere als Fußballspieler widmete sich Américo Gallego dem Trainerberuf. Seine erste Trainerstation hatte er 1994 bei seinem letzten Verein als Spieler, bei River Plate. Nach nur einem Jahr als Interimstrainer und dem Gewinn der Apertura coachte er das Team erneut von 2000 bis 2001, wo er die Apertura und dieses Mal auch die Clausura gewann, jedoch nach einem Jahr den Verein verließ und fortan das Traineramt von CA Independiente aus Avellaneda, einem industriellen Vorort von Buenos Aires, bekleidete. Auch dort gewann er die Apertura. Bei seiner nächsten Trainerstation, seinem Heimatverein Newell’s Old Boys, gewann er abermals diesen Wettbewerb. Trotz seiner zahlreichen Siege in der Apertura blieb ihm jedoch ein richtiger Meistertitel als Trainer in Argentinien bisher verwehrt. Nach zwei Stationen in Mexiko bei Club Toluca und UANL Tigres, wo Gallego einmal die Apertura gewann, wurde er 2009 erneut Trainer von CA Independiente, wo er aber 2010 nach andauernder Erfolglosigkeit entlassen wurde. Nachdem Diego Cagna, der damalige Trainer des chilenischen Vizemeisters 2010 CSD Colo-Colo aus sportlichen Gründen seinen Rücktritt erklärt hatte, wurde Gallego am 23. Februar 2011 als Trainer dort verpflichtet, aber nur wenige Monate später entlassen. Zuletzt war Américo Gallego von 2012 bis 2013 erneut bei Independiente Avellaneda tätig.